# Ajako Kitamotoová
Ajako Kitamotoová (japonsky 北本 綾子, * 22. června 1983 Sapporo) je bývalá japonská fotbalistka.

## Reprezentační kariéra
Za japonskou reprezentaci v letech 2004 až 2010 odehrála 17 reprezentačních utkání. Byla členkou japonské reprezentace i na Mistrovství Asie ve fotbale žen 2008.

## Statistiky
| Japonsko | Japonsko | Japonsko |
| Roky     | Záp.     | Góly     |
| -------- | -------- | -------- |
| 2004     | 2        | 3        |
| 2005     | 4        | 0        |
| 2006     | 0        | 0        |
| 2007     | 1        | 0        |
| 2008     | 2        | 0        |
| 2009     | 3        | 0        |
| 2010     | 5        | 1        |
| Celkem   | 17       | 4        |

## Úspěchy

### Reprezentační
- Mistrovství Asie:  2008